# 贝尔让捷
贝尔让捷（法語：Belgentier，法語發音：[bɛlʒɑ̃tje]）是法国普罗旺斯-阿尔卑斯-蓝色海岸大区瓦尔省的一个市镇，属于土伦区。

## 地理
贝尔让捷（43°14'43"N, 5°59'59"E）面积13.38 平方千米，位于法国普罗旺斯-阿尔卑斯-蓝色海岸大区瓦尔省，该省份为法国东南部沿海省份，北起上普罗旺斯阿尔卑斯省，西北角与沃克吕兹省接壤，西接罗讷河口省，南濒地中海，东临滨海阿尔卑斯省。
与贝尔让捷接壤的市镇（或旧市镇、城区）包括：梅乌讷莱蒙里约、屈埃尔斯、索列斯图卡斯。

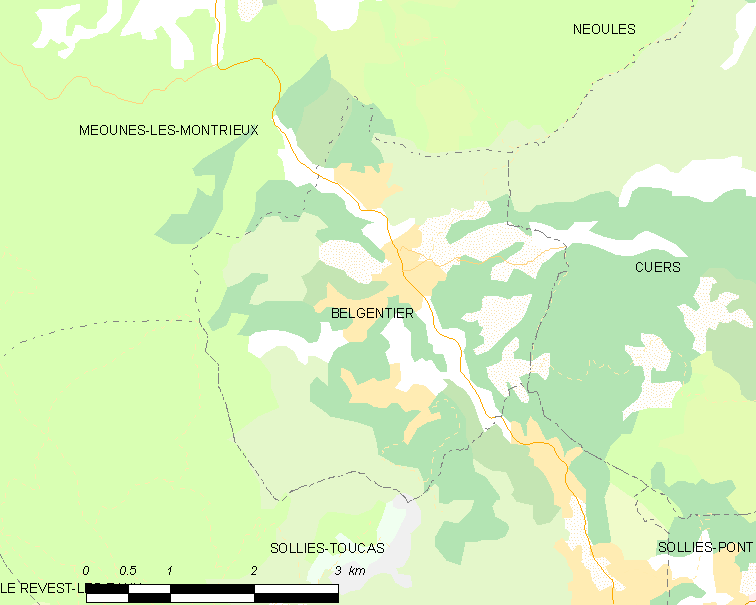
贝尔让捷的OSM定位图

贝尔让捷的时区为UTC+01:00、UTC+02:00（夏令时）。

## 行政
贝尔让捷的邮政编码为83210，INSEE市镇编码为83017。

## 政治
贝尔让捷所属的省级选区为索列斯蓬县。

## 人口

1962-2008年间贝尔让捷人口变化图示

贝尔让捷于2022年1月1日时的人口数量为2387人。